# Metafísica analítica

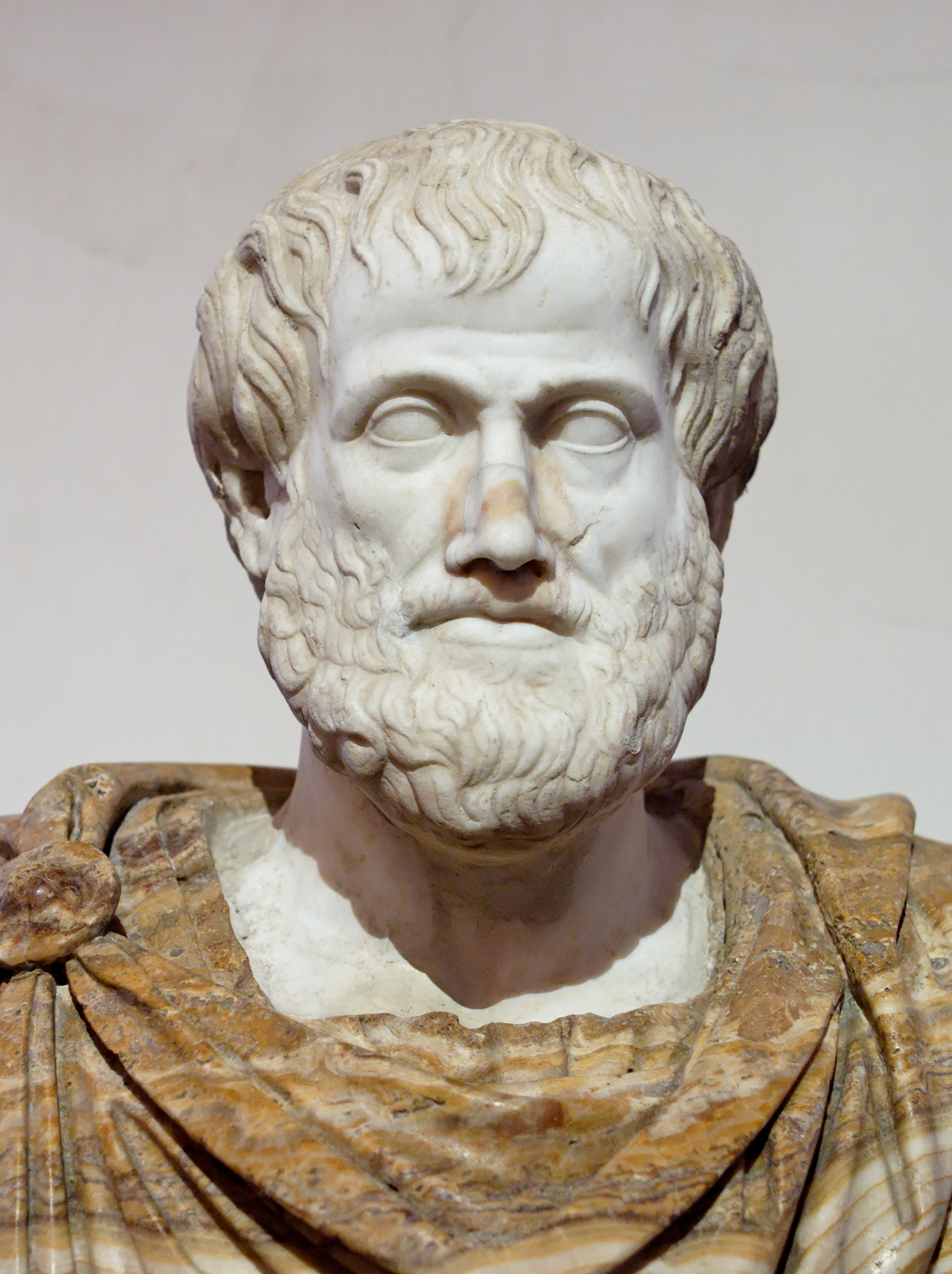
Los trabajos de Arístóteles han impactado tanto temática como metodológicamente el desarrollo de la metafísica analítica.

La metafísica analítica es la disciplina filosófica que centra su atención en la indagación de la estructura fundamental de entidades, categorías y relaciones. Aquello que lo diferencia de la metafísica tradicional es su adjetivo 'analítico', lo cual refleja la naturaleza de los métodos utilizados para indagar. Descansa principalmente sobre las contribuciones filosóficas de Gottlob Frege, Bertrand Russell, George Edward Moore y Ludwig Wittgenstein. La tradición analítica de la que bebe posee un pasado anti-metafísico que esta disciplina contemporánea ya ha superado, al igual que los presupuestos metodológicos del llamado giro lingüístico.

## Definición e historia de la metafísica analítica
En la Metafísica, Aristóteles investiga la naturaleza del ente y lo considera como una ciencia del ser. Examina los distintos significados del verbo "ser", especialmente en relación con la sustancia. Las categorías de entidades difieren en su importancia ontológica, con cualidades, cantidades y relaciones dependiendo de la sustancia. Esto se asemeja a la labor de los metafísicos contemporáneos, que proponen categorías de entidades y describen relaciones de dependencia para discernir lo prioritario y lo derivado. Aunque algunos no aceptan conceptos como "sustancia", el enfoque general es similar al de Aristóteles. La distinción entre "metafísica analítica" y "metafísica" radica principalmente en la evolución histórica de la tradición filosófica analítica en el siglo pasado.

### Periodo fundacional
Los fundadores de la tradición filosófica analítica valoraron la lógica moderna para aclarar cuestiones filosóficas y presentaron una visión global de la realidad en contraposición a corrientes idealistas y psicologistas. Moore y Russell rechazaron a los hegelianos ingleses del siglo XIX que tenían una perspectiva metafísica diferente. Proponían una ontología "atomista" en la que las entidades ontológicamente prioritarias son independientes y fundan la existencia del mundo. Frege, por su parte, distinguió entre "objetos", "funciones" y "conceptos" como categorías fundamentales, basándose en la diferencia semántica entre nombres propios y predicados. Los números, por ejemplo, son objetos debido a su referencia en enunciados matemáticos. En Russell y Wittgenstein, la teoría del significado llevó a compromisos metafísicos. Wittgenstein postuló objetos de existencia necesaria para garantizar el significado y la verdad de los enunciados. Esto no renuncia a la metafísica, pero enfatiza las condiciones para una teoría del significado. En conjunto, estos enfoques analíticos no abandonan la metafísica, sino que ajustan su enfoque y método para establecer estructuras ontológicas y teorías del significado.

### El antagonismo hacia la metafísica

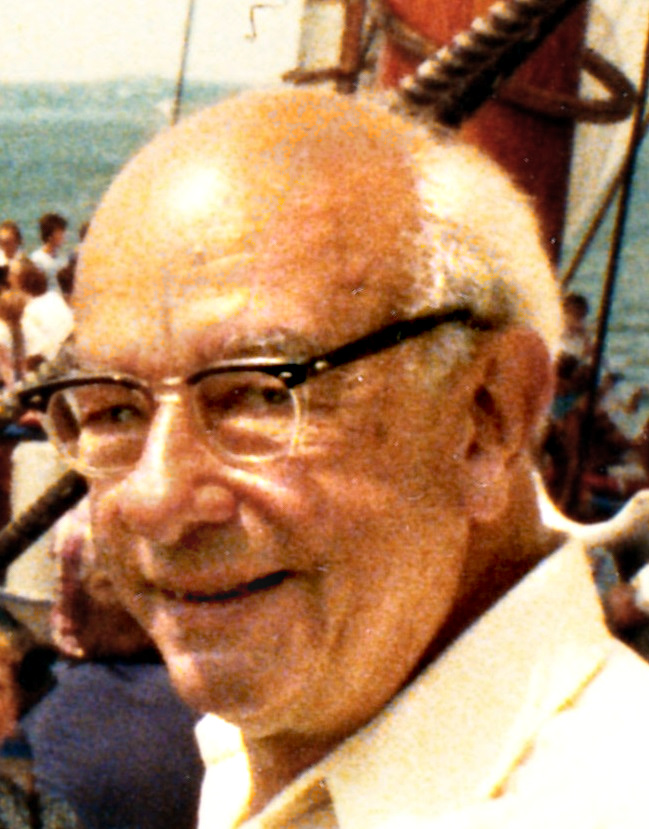
Quine en 1980

La filosofía analítica se asoció con una postura "anti-metafísica", especialmente en las generaciones sucesivas de filósofos herederos de Frege, Russell y Wittgenstein del Tractatus. Neo-positivistas y empiristas lógicos continuaron las corrientes positivistas del siglo XIX y los programas logicistas. Aunque parecía que rechazaban la metafísica, en realidad seguían haciendo ontología bajo diferentes nombres. Utilizaban análisis lógico-semánticos para resolver problemas tradicionales de la metafísica y para entender las estructuras de lenguaje y pensamiento. La ontología era vista como una descripción de lo que existe en el rango de los cuantificadores en una teoría.
El método del "compromiso ontológico" de Willard Van Orman Quine mostraba qué entidades existían en una teoría. Hubo intentos de evadir compromisos ontológicos a través de paráfrasis adecuadas de enunciados. Sin embargo, estas estrategias no resolvían directamente los problemas ontológicos. Hubo un rechazo de lo abstracto y un énfasis en la ciencia natural. Algunos filósofos, como Peter Frederick Strawson, valoraron los presupuestos ontológicos de la perspectiva ordinaria y desarrollaron una "metafísica descriptiva" para comprender mejor los esquemas conceptuales utilizados en nuestro pensamiento. Mientras que la perspectiva naturalista prevaleció en los Estados Unidos, en el Reino Unido, filósofos como Strawson influyeron en una apreciación más amplia de la tradición filosófica.

### La transformación de la década de 1970
En las décadas de 1960 y 1970, se abandonaron los supuestos centrales de la filosofía analítica en una transformación que tuvo un impacto significativo en la tradición filosófica. Durante este período, varios filósofos desviaron su enfoque de los temas de filosofía del lenguaje y la lógica modal, que habían sido centrales, y se centraron en cuestiones metafísicas. Esta transformación coincidió con el surgimiento de nuevas concepciones de la modalidad metafísica, un renovado interés en el realismo científico y una mayor libertad especulativa.

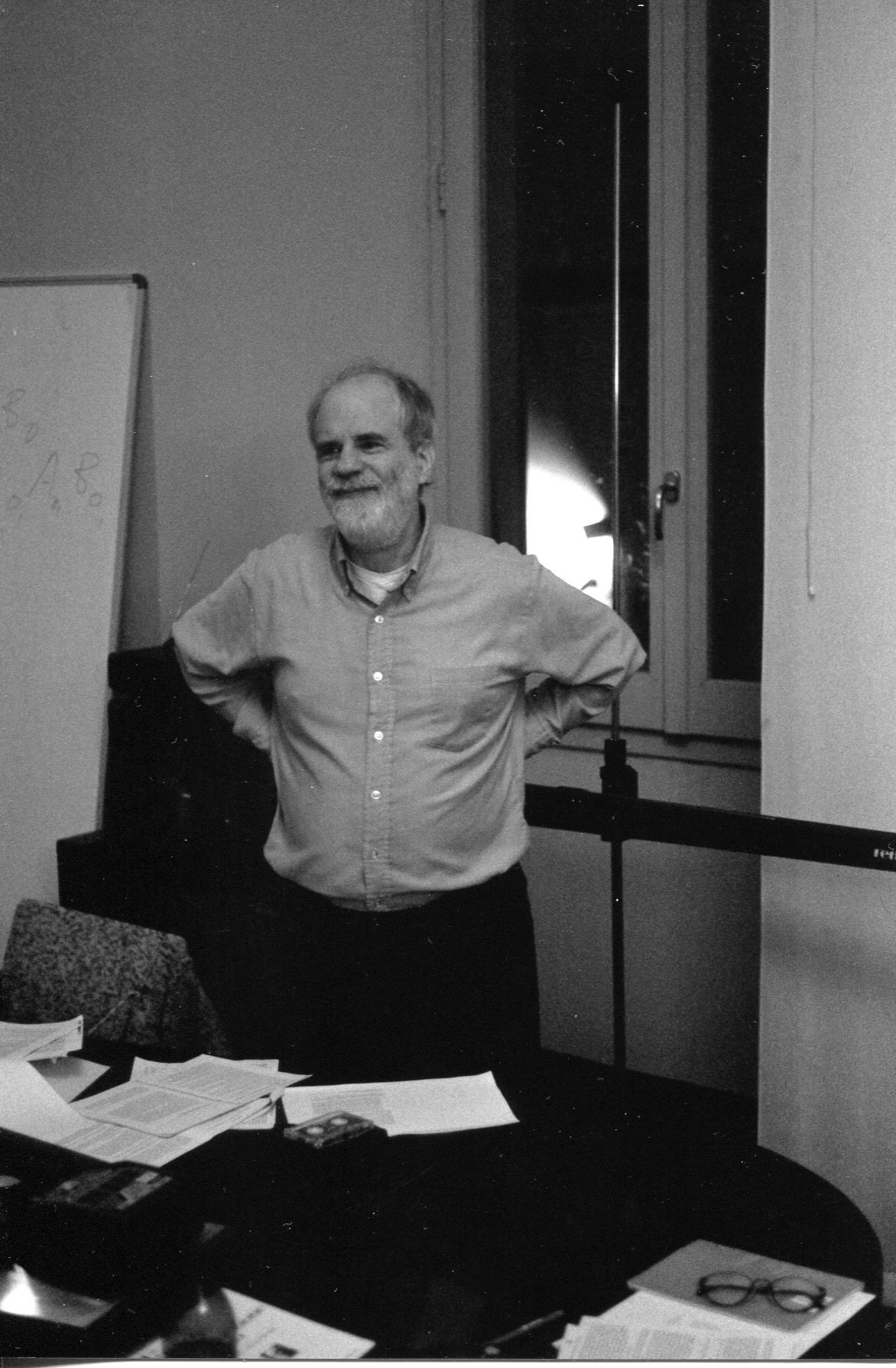
Saul Kripke durante un seminario en la Universidad de Bolonia, Italia, 2005.

Los filósofos clave en esta transformación incluyen a Saul Kripke, David Lewis y David Malet Armstrong. Kripke desafió la opinión prevaleciente de que los nombres propios se entienden como descripciones definidas y argumentó que los nombres propios son designadores rígidos, lo que llevó a la discusión sobre la esencia de los objetos en diferentes mundos posibles. También argumentó que las identidades son necesarias si son verdaderas y que la necesidad no se relaciona necesariamente con el acceso epistémico.
David Armstrong revaluó el problema de los universales y sostuvo que, si existen, los universales explican cómo objetos comparten naturalezas idénticas y cómo las leyes naturales funcionan como relaciones entre universales. Su enfoque no se centró en el significado de los términos, sino en la función teórica de los universales en la explicación de la realidad.
David Lewis desarrolló un sistema coherente que abordaba cuestiones metafísicas mediante una perspectiva pragmática. Propuso la existencia literal de mundos posibles como universos paralelos y defendió su utilidad en la explicación de teorías metafísicas sobre propiedades, proposiciones, causalidad y más.
La transformación hacia una "metafísica analítica" surgió de la incapacidad percibida de resolver cuestiones metafísicas mediante análisis lógico-semántico. A pesar de esto, la atención a las condiciones de verdad y a las explicaciones de los enunciados verdaderos sigue siendo un enfoque crucial en esta nueva dirección de la filosofía analítica.

## Metodologías en metafísica analítica
Hay tres metodologías prominentes en la metafísica analítica:
1. Metodología del compromiso ontológico: Proviene de Quine. En esta, la ontología es entendida como el tratamiento de cuestiones de existencia. Expresiones como "existir" o "haber" indican compromisos ontológicos. Afirmar "Algunos Fs son Gs" es ontológicamente comprometedor, es igual que afirmar "Existen algunos Fs que son Gs". Las teorías deben ser verdaderas para las entidades que las variables representan.
2. Metodología del truthmaking: Se enfoca en los truthmakers, elementos necesarios para que las teorías sean verdaderas. Los truthmakers pueden ser fáciles o difíciles de determinar. Ejemplos: "Napoleón existe" es verdadero debido a Napoleón, pero "Los fantasmas existen" es más complejo. También se trata el caso de oraciones existenciales negativas.
3. Metodología de la estructura y la fundación: Busca establecer qué entidades son fundamentales y cuáles dependen de otras. Las preguntas sobre la existencia de entidades ordinarias o divinas se vuelven triviales, lo importante es su relación de fundación.

## Temas centrales
Algunas de las áreas temáticas de discusión que han llegado a ser centrales en la metafísica analítica contemporánea son:
- Propiedades
- Modalidad
- Tiempo
- Persistencia
- Causalidad